# Louis-Jean Desprez
Pour les articles homonymes, voir Desprez.
 (novembre 2016).
Louis-Jean Desprez (né le 28 mai 1743 à Auxerre - décédé le 19 mars 1804 à Stockholm) est un artiste peintre, architecte, scénographe et graveur français.

## Biographie
Louis-Jean Desprez est le fils unique et posthume de Louis Mathias Desprez, maître perruquier, lui-même fils et petit-fils de maîtres perruquiers à Auxerre. Il est élevé par sa mère, Perrette Bourbon, qui ne se remarie pas. Il apprend à lire et à écrire à Auxerre mais ne parvient pas à maîtriser la grammaire française, d'où une orthographe très fantaisiste jusqu'à la fin de ses jours. Il s'initie à Auxerre aux travaux de construction par le biais de Pierre Antoine Guyou, maître couvreur puis entrepreneur en bâtiments, qui est l'époux de Marie Marguerite Bourbon, sa marraine et tante maternelle.
En 1755, à l'âge de douze ans, Louis Jean Desprez entre en apprentissage à Paris chez le graveur Charles Nicolas Cochin, où il rencontre le graveur suédois Per Gustaf Floding. Il étudie ensuite à l’Académie royale d'architecture de Paris, où il se présente en 1765 et 1766 au prix d'émulation. Pendant toutes ses études à Paris, il est parrainé par l'architecte Pierre Desmaisons. En 1768, il devient l'élève jusqu'en 1776 de Charles de Wailly, qui le forme au néo-classicisme venu d'Italie, le détournant ainsi du classicisme français imposé à l'Académie royale par Jacques-François Blondel. En 1769, il entre comme professeur de dessin à l’École militaire de Paris, où il reste jusqu'à la fermeture de l'établissement en 1776. En 1770, il publie plusieurs de ses dessins dans l'ouvrage Cours d'Architecture de Jacques-François Blondel. En 1771, il se présente pour la première fois, sans succès, au Grand Prix d'Architecture de Rome, réservé aux célibataires. Il est également l'élève de l'ingénieur Jean-Rodolphe Perronet.
Le 20 mai 1774, il épouse à Paris Anne de Vermale, fille de Pierre Joseph de Vermale, ancien gendarme de la garde ordinaire du roi, et de Marie Anne Petit.
Il remporte en 1776, à Paris, le Grand Prix d'Architecture de Rome, ayant caché qu'il n'était plus célibataire pour pouvoir passer ce concours. Il rompt alors avec son passé, abandonnant son épouse à Paris et voyant sa mère pour la toute dernière fois à Auxerre, en se rendant en Italie en 1777. Sa mère n'aura plus aucune nouvelle de lui jusqu'à sa mort à Auxerre en 1797.
Louis-Jean Desprez séjourne en Italie de 1777 à 1784, comme pensionnaire du roi Louis XVI à l'Académie de France à Rome, qui est dirigée depuis 1775 par Joseph-Marie Vien. Dès 1777, il est remarqué avec d’autres pensionnaires par l’abbé de Saint-Non, qui le recrute comme dessinateur pour illustrer le principal ouvrage de celui-ci : Voyage pittoresque ou description des royaumes de Naples et de Sicile en 5 tomes in-folio (1781-1786), enrichi de 374 gravures. En 1778, Louis-Jean Desprez voyage donc, avec l'équipe réunie par l'abbé de Saint-Non, dans le sud de l'Italie où il reproduit ou restitue, entre autres, plusieurs monuments de Pompéi. Il poursuit son périple jusqu'à l'île de Malte. En 1779, de retour à Rome, il passe son temps à mettre au propre tous ses dessins du voyage.
En 1779, son épouse arrive à Rome à l'improviste. Forcé de reprendre la vie conjugale et d'entretenir son épouse, il s'associe en 1781 avec Francesco Piranesi pour peindre avec lui des vues de Rome, vendues aux touristes. En 1782, il est rayé de la liste des pensionnaires de l'Académie de France à Rome. Il renvoie alors sa femme à Paris, en 1783, et obtient de rester à Rome comme externe de l'Académie de France. Espérant se rapprocher de la papauté, il peint un tableau représentant le pape.
Ayant peint aussi les décors d'un ballet pour le théâtre Alberti de Rome, il attire l'attention en 1784 de Gustave III de Suède, qui était arrivé en ville à la fin de 1783 pour y fêter Noël. Le monarque lui propose aussitôt un contrat pour la décoration scénique de l'Opéra de Stockholm flambant neuf. Avant de partir pour la Suède, l'artiste auxerrois peint deux aquarelles commandées par le monarque suédois : l'illumination de la croix de carême devant Gustave III, et la messe de Noël officiée par le pape en présence du roi.
En 1784, Louis-Jean Desprez s'installe à Stockholm avec Thérèse d'Ange, sa maîtresse italienne de mauvaise réputation.
En 1785, il peint les décors de l'opéra national intitulé La Reine Christine, drame lyrique en quatre actes que le roi de Suède avait conçu avec le poète Johan Henric Kellgren, la musique ayant été composée par l'abbé Georg Joseph Vogler. La même année, il est admis à l'Académie suédoise des Beaux-Arts et son portrait  d'académicien est peint par Carl Fredrik von Breda. Il part ensuite avec le roi pour la Finlande, qui fait alors partie du royaume de Suède, et exécute plusieurs dessins préparatoires destinés à un ouvrage touristique que veut publier le monarque suédois mais qui ne verra jamais le jour.
En 1786, il peint les décors d'un nouvel opéra national conçu par le roi de Suède et versifié par le poète Kellgren : Gustave Vasa, sur une musique de Johann Gottlieb Naumann. Puis il réalise les décors de deux autres opéras : Orphée et Eurydice, et Ariane à Naxos. La même année, il conçoit le décor d'une Rome Antique pour une fête royale en plein air au château de Drottningholm. Gustave III, qui l'avait engagé pour seulement trois ans, prolonge alors son contrat de douze ans pour exprimer sa satisfaction.
En 1787, Louis-Jean Desprez peint les décors de trois autres opéras : Armide, Frigga, et Electre. Pour l'inauguration d'un pont par le roi de Suède, il exécute le décor inaugural de cet ouvrage. Il dessine ensuite, à la demande du roi, le rideau de scène du théâtre du Jeu de Paume à Stockholm. Il est ensuite engagé comme architecte par Gustave III, qui lui demande de dessiner les plans du corps de garde du domaine royal de Haga.
En 1788, il peint les décors d'un nouvel opéra national conçu par Gustave III : Gustave-Adolphe et Ebba Brahe. Il réalise ensuite ceux de l'opéra Cora et Alonzo. La même année, Gustave III le nomme premier architecte du Roi. En cette qualité, Louis-Jean Desprez se met alors à dessiner divers plans pour le domaine royal de Haga, ainsi que la cathédrale de Skara, l'institut botanique d'Uppsala et le jardin d'agrément du château royal de Drottningholm.
En 1789, à la demande du roi, il peint un tableau à l'huile représentant l'ouverture du parlement suédois dans la salle d'audience du palais royal de Stockholm, puis il dessine les plans d'un escalier monumental pour le château royal de Haga, ainsi que ceux d'une église ronde pour la ville finlandaise de Hämeenlinna. Il se rend ensuite en Finlande avec Gustave III, qui vient de déclarer la guerre à la Russie. Sur place, il dessine quelques plans de bâtiments militaires pour la forteresse maritime de Suomenlinna, qui ne seront jamais construits. La guerre s'éternisant, le roi de Suède donne congé à Louis-Jean Desprez, qui quitte la Finlande pour se rendre en Angleterre où il espère participer comme architecte à la reconstruction du Théâtre Royal de Londres.
En 1790, à Londres, il se bat avec le poète suédois Thomas Thorild, qui critique le roi de Suède et soutient la Révolution française. N'ayant pu trouver du travail en Angleterre, il enlève la femme de son aubergiste londonien et l'emmène avec lui en Suède, où il vit pendant six mois à Göteborg. Sur place, il peint les décors d'une satire médicale nommée L'éruption de Vulcain, jouée au théâtre de la rue Sillgatan. Après la signature de la paix entre la Suède et la Russie, il retourne à Stockholm, où à la demande du monarque suédois il peint un tableau à l'huile intitulé La bataille de Svensksund, illustrant la victoire navale de Gustave III en Finlande. Il dessine aussi les plans d'un obélisque pour décorer la place de Slottsbacken à Stockholm.
En 1791, Louis-Jean Desprez devient le professeur de dessin du fils unique du roi de Suède. Parallèlement à cette nouvelle activité, il dessine les plans du salon de déjeuner du théâtre du château de Drottningholm, d'un panthéon pour les rois de Suède, et de la villa Frescati, à Ulriksdal, destinée à Gustaf Mauritz Armfelt et qui donnera son nom à la "zone Frescati", dans le district d'Östermalm à Stockholm. Louis-Jean Desprez dessine aussi les plans d'une place pour y accueillir une statue de Gustave III, d'un temple de la Providence pour la Pologne et d'un temple de l'Immortalité pour la Russie. Il peint également une vue panoramique du domaine royal de Haga, à l'aquarelle, et deux tableaux à l'huile célébrant des victoires du roi : La Bataille de Hogland, et La Victoire de Hogland.
En 1792, Gustave III est assassiné. Louis-Jean Desprez est toujours sous contrat, mais tous les chantiers entrepris par le défunt roi sont arrêtés. Il enseigne toujours le dessin au nouveau roi de Suède, Gustave IV Adolphe, qui ne lui confie plus aucun travail à sa mesure. Il se contente alors de travailler pour des particuliers. En 1796, il cesse d'enseigner le dessin au nouveau roi. Son portrait est peint ensuite par son élève Per Krafft le jeune. En 1797, il devient professeur de dessin à l'Académie suédoise des Beaux-Arts, mais il n'y enseignera jamais. Il participe à la décoration du palais royal de Stockholm pour le mariage du roi Gustave IV Adolphe.
En 1798, le nouveau roi de Suède refuse de prolonger le contrat de Louis-Jean Desprez. Ce dernier est certes renommé en 1799 premier architecte du Roi, mais on ne lui confie aucun chantier. En 1800, son obélisque de Slottsbacken est inauguré à Stockholm, mais aucun hommage n'est rendu à l'artiste. En 1801, son atelier est visité par le roi Gustave IV Adolphe, mais celui-ci refuse que son premier architecte désœuvré ne quitte la Suède pour offrir ses services à l’empereur de Russie ou à Napoléon Bonaparte. En 1802, Louis-Jean Desprez est nommé agent général du roi de Suède pour les Beaux-Arts en Italie, mais sans mission ni salaire. Il meurt dans la misère en 1804, après avoir rédigé un testament en faveur de sa maîtresse. Son maigre héritage est finalement partagé entre sa maîtresse et son épouse, qu'il n'avait pas revue depuis 1783.
Desprez travaille dans un style architectural néoclassique influencé par ses études des ruines grecques et romaines du sud de l’Italie et de la Sicile. En Suède, son projet le plus monumental, jamais réalisé, est un palais magnifique dont la construction est prévue par le roi Gustave III dans le parc de Haga près de Stockholm. À cause du manque d'argent, seules les fondations seront construites et le projet sera abandonné après l'assassinat du roi. Le petit pavillon royal que l'on peut voir dans le parc de Haga est conçu par un autre architecte, Olof Tempelman.L'un de ses projets les plus significatifs est le bâtiment du conservatoire du jardin botanique d'Uppsala (en), inauguré après son décès le 13 mai 1807, pour le centième anniversaire de la naissance de Carl von Linné.
Il exécute un grand nombre de dessins d'architecture, décors de théâtre, à la plume et au lavis parfois rehaussé d'aquarelle.
Parmi ses étudiants, on peut citer Charles Bassi et Carl Christoffer Gjörwell le Jeune.
Ses œuvres sont visibles au musée des Beaux-Arts de Poitiers, au musée des Beaux-Arts de Besançon, à Stockholm, et à Drottningholm (Teatermuseum).

## Galerie

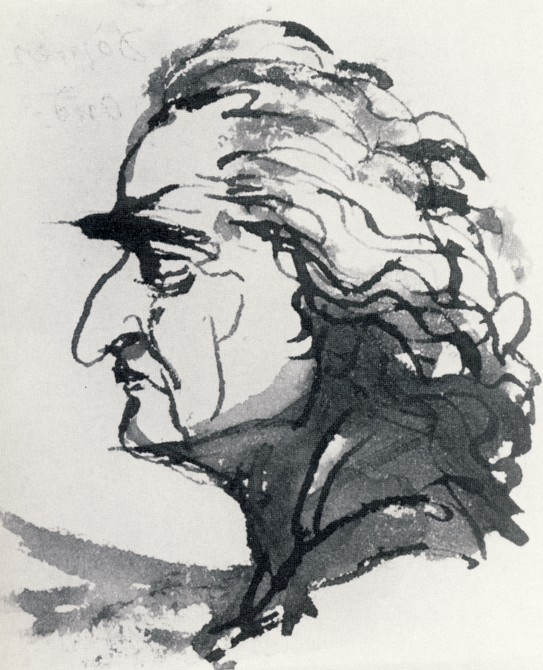
Louis-Jean Desprez, vers 1795, par Johan Tobias Sergel.
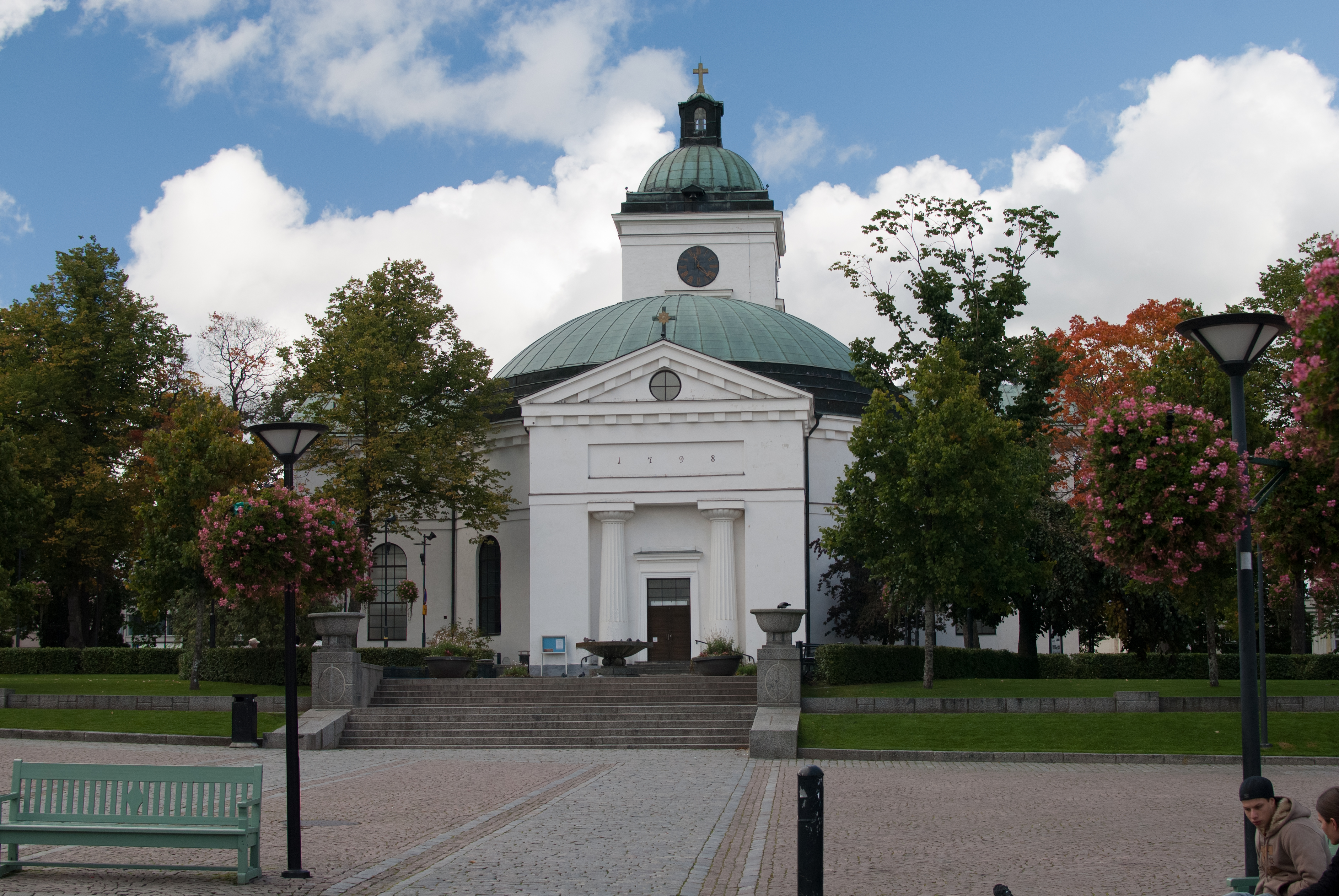
L'église de Hämeenlinna.
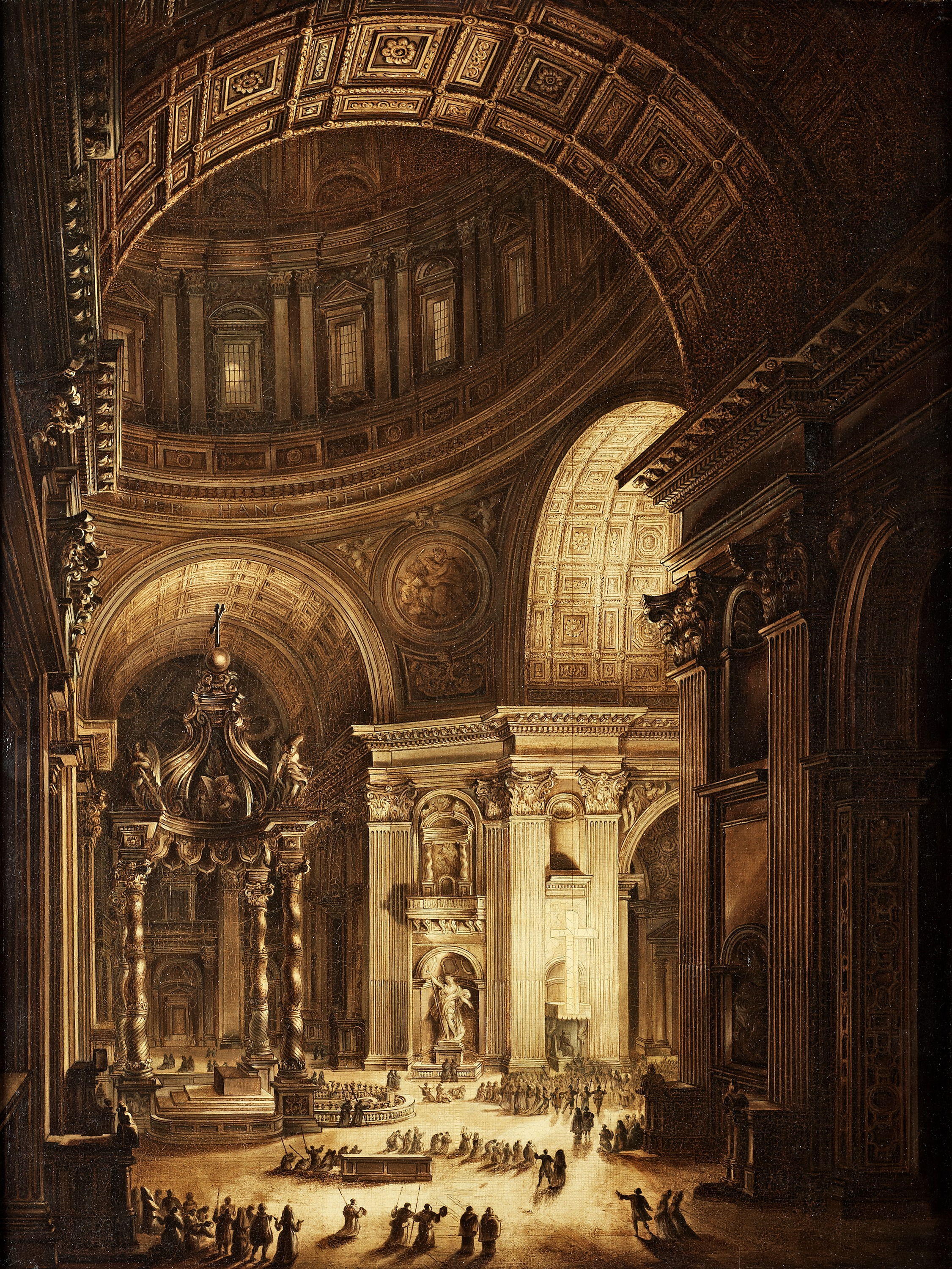
La peinture Illumination de la Croix de Saint Pierre à Rome
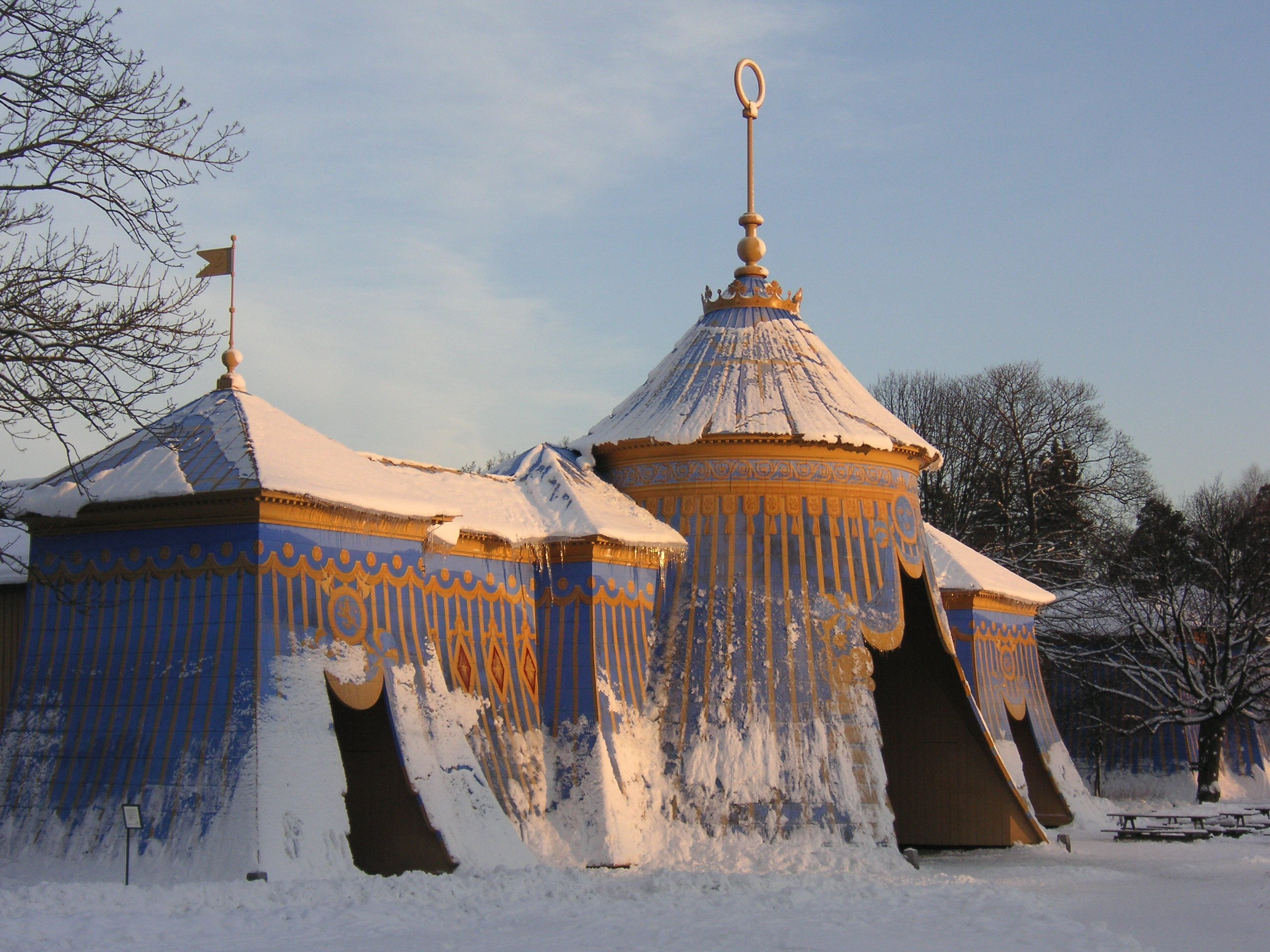
Les tentes de cuivre du parc Haga à Solna.
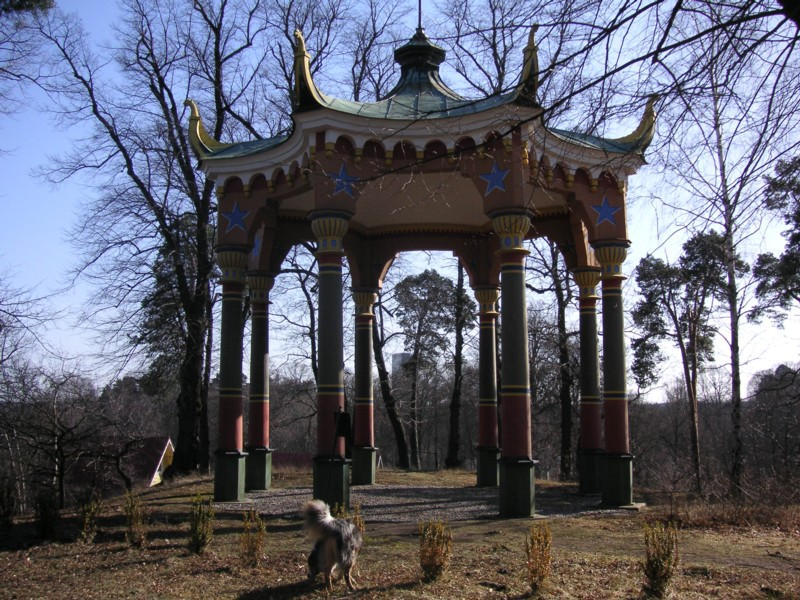
Le pavillon chinois du  parc Haga.
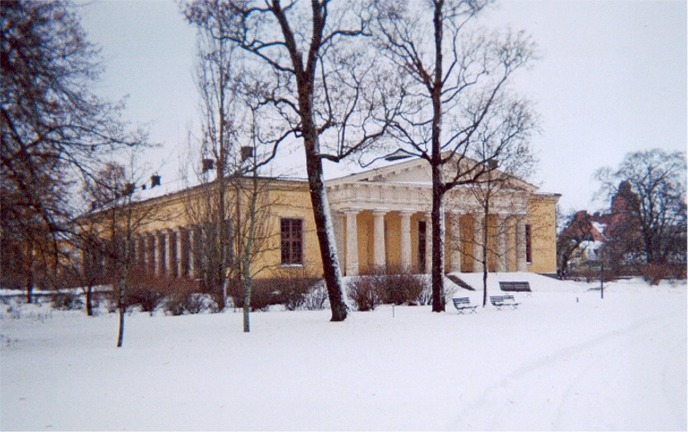
Le conservatoire du jardin botanique d'Uppsala (en).
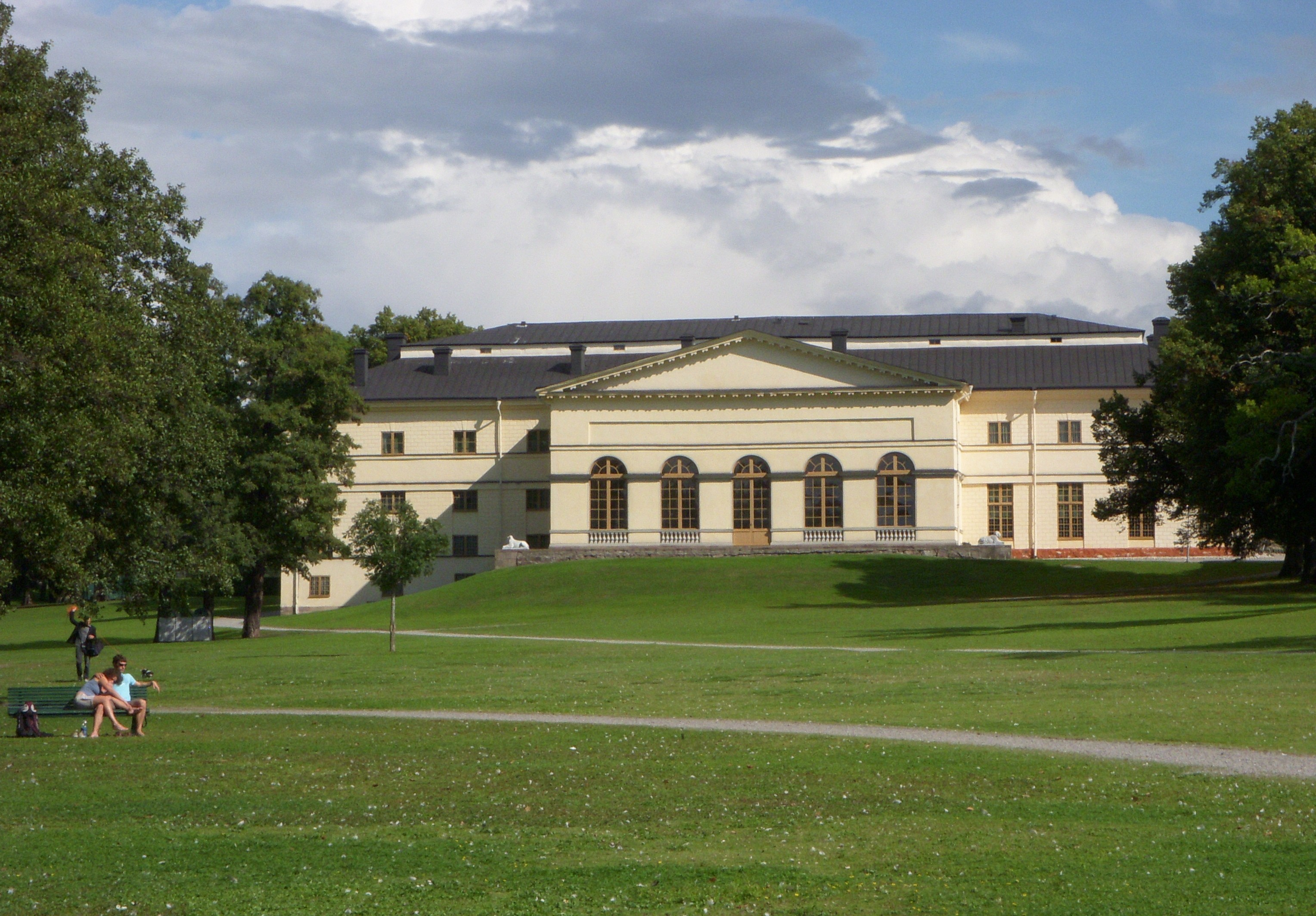
Le théâtre de Drottningholm.